# 内野志織
内野 志織（うちの しおり 1974年 - ）は東京都出身の写真家。2000年、カナダのイエローナイフにてオーロラ撮影を開始後、オーロラの色とロケーションにこだわり現在も撮影を行っている。
- 2000年 FUJI FLIM PHOTO CONTESTにてオーロラ写真銅賞受賞

- 2001年 JTB主催「カメラマンと一緒に行くオーロラツアー」にてカメラマンを担当
- 2005年 日本科学未来館主催トークショーに出演[1]
- 2005年 ミズノ株式会社ウェブサイト「カナディアンアウトドアライフ」担当
- 2006年 銀座の画廊にてオーロラ写真展「瑠璃色夜空」開催
- 2007年 吉本新喜劇の特番「冬は秘境だ!吉本だ!3」出演
- 2007年 社団法人日本写真家協会の正会員となる
- 2008年 Photo Imaging Expo2008のPENTAXブースにて講師を務める